# Caral

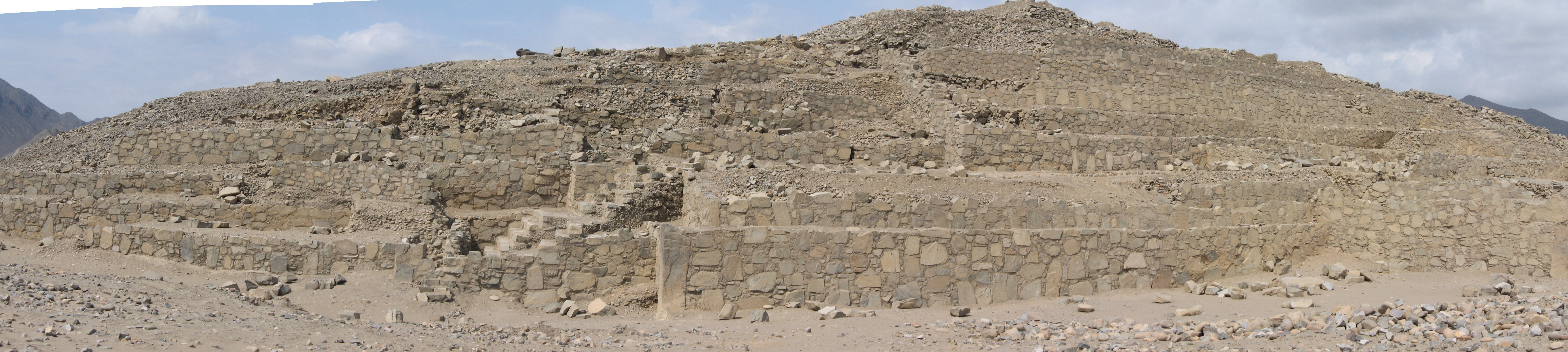
Piramida w Caral

Caral – duże stanowisko archeologiczne na pustyni w Dolinie Supe, w pobliżu miasta Supe w prowincji Barranca w północnym Peru, odkryte w 1905 roku. W 2009 roku wpisane na listę światowego dziedzictwa UNESCO.
Caral było zamieszkane w okresie 3000 p.n.e. - 1600 p.n.e. i jest najstarszym znanym ośrodkiem miejskim na Półkuli Zachodniej i największym w rejonie Andów. Na obszarze 66 hektarów zamieszkiwało tam ponad 3000 ludzi. Miasto, obejmujące kompleks świątyń, amfiteatrów, placów i budynków mieszkalnych, stanowiło główny ośrodek cywilizacji Caral Supe, obejmującej co najmniej 17 starożytnych kompleksów piramid i osiedli odkrytych ostatnio w peruwiańskiej Dolinie Supe.
Piramidy budowane w górskiej dolinie na wysokości ok. 350 m w Caral w okresie od XXVII do XXI wieku p.n.e. powstawały w tym samym okresie co egipska Wielka Piramida Cheopsa, której wiek szacuje się na 2600-2500 lat p.n.e. Pod stopniami jednej piramid w Caral odkryto najstarsze znane dziś kipu, którego wiek ocenia się na niemal 5000 lat (co wydłuża znany dotąd okres stosowania kipu w Andach o ok. 2000 lat). Wielkie bloki transportowano na trzcinowych matach (odkryto ich szczątki podczas badań archeologicznych).
W przeciwieństwie do wielu innych stanowisk archeologicznych w Andach, w Caral nie odnaleziono żadnych śladów wojen, zniszczeń bitewnych, broni ani szczątków ofiar. Odnaleziono natomiast siedziska z kości wielorybów, muszle morskie, włókna kaktusa, owoce z dżungli, blok soli wielkości notebooka i instrumenty muzyczne. Może to wskazywać, iż miasto było pokojowym ośrodkiem handlu, prekolumbijskiej sztuki i rozrywki. W jednej z piramid odkryto 32 flety zbudowane z kości pelikanów i kondorów oraz 37 rogów z kości jeleni i lam. Odnaleziono także ślady używania narkotyków i afrodyzjaków.
Układ architektoniczny Caral wskazuje, iż mogło być wzorem dla budowniczych innych miast późniejszych kultur prekolumbijskich w Ameryce Południowej. Kontynuatorką kultury Caral Supe była prawdopodobnie istniejąca w okresie 1200 - 600 p.n.e. Kultura Chavin.